# Ciril Pelhan
Ciril Pelhan, slovenski plavalec in metalurg * 4. november 1921, Maribor, † 22. maj 2011, Ljubljana.
Pelhan je za Jugoslavijo nastopil na Poletnih olimpijskih igrah 1948 v Londonu, kjer je osvojil peto mesto v štafeti 4 X 200 m prosto. Bil je eden najuspešnejših slovenskih plavalcev med letoma 1940 in 1948, saj je večkrat osvojil naslov državnega in balkanskega prvaka v disciplinah 100 m prosto in hrbtno. 
Leta 1949 je diplomiral in 1960 doktoriral na Tehniški fakulteti v Ljubljani. Od 1950 je delal na Fakulteti za rudarstvo in metalurgijo Tehniške visoke šole v Ljubljani, od 1969 kot redni profesor za livarstvo na FNT. Raziskoval je strjevanje in kristalizacijo sive litine, rast grafita ter oksidacijo nelegiranih in legiranih sivih litin, livne bakrove zlitine in livarska pomožna sredstva. Vodil je livarski laboratorij na Metalurškem inštitutu v Ljubljani ter v združenju jugoslovanskih železarn sodeloval pri nadzorovanju kakovosti kokil in vzdržljivosti litih valjev za valjarne. Pripravil je slovensko izrazje za Mednarodni livarski slovar (1967), sodeloval pri izdaji Žepnega livarskega priročnika (1960). V letih 1954-82 je urejal Livarski vestnik in obenem 1956-80 vodil Društvo livarjev Slovenije. Izdal je tudi brošuro Livarski peski (1956) in knjigo Livarstvo (1960, 1983) in Uvod v metalurgijo (1976).
Umrl je leta 2011 v starosti devetdesetih let, pred smrtjo je bil tretji najstarejši slovenski olimpijec.